# 广南报春
广南报春（学名：Primula wangii）为报春花科报春花属下的一个种。

## 扩展阅读
- 維基物種上的相關：广南报春